# CANTV
Compañía Anónima Nacional de Teléfonos de Venezuela (CANTV) é uma empresa prestadora de serviços de telecomunicação venezuelana fundada em 1930.